# Dieter Steikert
Dieter Steikert (* 2. Februar 1952) ist ein deutscher ehemaliger Fußballspieler, der in den 1980er Jahren in Sondershausen Zweitligafußball betrieb.

## Sportliche Laufbahn
Als 19-Jähriger feierte Dieter Steikert 1971 seinen ersten Erfolg im Männerfußball, als er mit der BSG Glückauf Sondershausen in die drittklassige Bezirksliga aufstieg. Es dauerte neun Jahre, ehe er den zweiten Aufstieg feiern konnte. 1980 stieg er mit der BSG Glückauf in die zweitklassige DDR-Liga auf, wobei Steikert mit 17 Toren einen erheblichen Anteil hatte. 
Anschließend bestritt Steikert drei Spielzeiten in der DDR-Liga. Er wurde regelmäßig als Linksaußenstürmer eingesetzt und stand in den beiden ersten Spielzeiten jeweils in allen 22 Ligaspielen in der Mannschaft. Dabei erzielte er acht Tore. Mit 30 Jahren bestritt Steikert 1982/83 seine letzte DDR-Liga-Saison. Er fehlte diesmal bei fünf Ligaspielen und stand nur bei 13 Partien in der Startelf. Trotzdem gelangen ihm noch sieben Tore, wobei er am 5. Spieltag dreifacher Torschütze war. 
Obwohl Steikert für die Saison 1983/84 noch für die 1. Mannschaft nominiert worden war, wurde er nur noch in der viertklassigen 2. Mannschaft eingesetzt. Er verhalf ihr umgehend zum Aufstieg in die Bezirksliga, in der er noch zwei Spielzeiten aktiv war. Nach der Saison 1985/86 beendete Dieter Steikert 34-jährig seine Laufbahn als Fußballspieler im regelmäßigen Spielbetrieb. Er war später als Übungsleiter bei der BSG Glückauf tätig und verhalf 1996 den Junioren zur Landesmeisterschaft. 